# Тазит
«Тазит» — поэма Александра Пушкина, над которой он работал в 1829—1830 годах. Осталась неоконченной и была опубликована после смерти автора, в 1837 году.

## Сюжет
Действие поэмы происходит на Кавказе. Заглавный герой — сын вождя черкесов, воспитанный в Чечне. Он возвращается в родную семью и отвергает черкесские традиции: отказывается мстить за погибшего брата. Тогда родное племя изгоняет Тазита. Поэма осталась незаконченной, но сохранились наброски плана: в одном фигурируют условные разделы «Юноша и монах», «Любовь, отвергнутый» и «Битва — монах», в другом — «Любовь», «Сватовство», «Отказ», «Миссионер», «Война», «Сраженье», «Смерть». По-видимому, Тазит должен был принять христианство, присоединиться к русской армии и погибнуть в бою с черкесами.
Предположительно имя главного героя образовано от персидского «тазе» — «новый», «свежий», «молодой», а имя отца Тазита Гасуб — от арабского «гасыб», «хищник», «разбойник», «грабитель».

## Создание и публикация
Поэма создавалась в 1829 году в связи с пребыванием Пушкина на Кавказских водах: там он останавливался по пути в Эрзерум и на обратном пути (с 14 августа по 8 сентября), причём интересовался бытом горцев из племени адыге и их ветви абадзехов (адехов в «Тазите»). Тот же материал Пушкин использовал в «Путешествии в Арзрум», с которым перекликаются отдельные эпизоды поэмы.
Отдельные главы «Тазита» Пушкин написал в конце 1829 — начале 1830 годов наряду с другими произведениями о Кавказе. Позже он забросил работу над поэмой. Её текст был составлен Василием Жуковским после смерти Пушкина из черновых набросков, в некоторых случаях противоречивших друг другу.
Впервые поэма была опубликована в журнале «Современник» в 1837 году (том VII) под названием «Галуб» (Жуковский неверно прочёл имя отца главного героя). Известный исследователь Дмитрий Благой охарактеризовал «Тазита» как «единственную пушкинскую поэму, в которой, как и в произведениях повествовательного устного народного творчества, авторского голоса, авторских суждений, высказываний, оценок нет, в которой автор, в сущности, выступает почти в роли сказителя».